# Katarína Kudějová Fulínová
Katarína Kudějová Fulínová (* 1978) je česká designérka narozená na Slovensku v Nitře a žijící v Praze, kde navrhuje světelné instalace pro českou firmu Lasvit. Vystudovala pražské školy SUPŠ a VŠUP. Zabývá se především designem předmětů denní potřeby, nejčastěji skleněných svítidel, váz, sklenic a dalších.

## Výstavy a ceny
Vystavovala na několika ročnících pražského Designbloku, ale i v Miláně, Londýně nebo Glasgowě. Její autorská kolekce svítidel PLASTICO byla v roce 2005 nominována na hlavní cenu veletrhu London Interiors. Za tvorbu v roce 2011 získala spolu s Jitkou Kamencovou Skuhravou dvě ceny EDIDA (ELLE Deco International Design Awards), cenu čtenářů pro designéra roku a první místo v kategorii osvětlení.

## Významné zakázky
V roce 2009 navrhla coby interní designér firmy Lasvit spolu s Jitkou Kamencovou Skuhravou světelné instalace ve dvou stanicích v Dubajském metru. V roce 2011 vytvořila společně s Táňou Dvořákovou osvětlení společných prostor hotelu Ritz-Carlton v Hongkongu. V roce 2012 vytvořila pro letní olympijské hry v Londýně skleněné trofeje pro české olympioniky.